# Lee Bay
Lee Bay – wieś w Anglii, w hrabstwie Devon, w dystrykcie North Devon. Leży 69 km na północny zachód od miasta Exeter i 284 km na zachód od Londynu.